# Мадлен де Скюдері
Мадлен де Скюдері (фр. Madeleine de Scudéry, 15 листопада 1607, Гавр — 2 червня 1701, Париж) — французька письменниця.

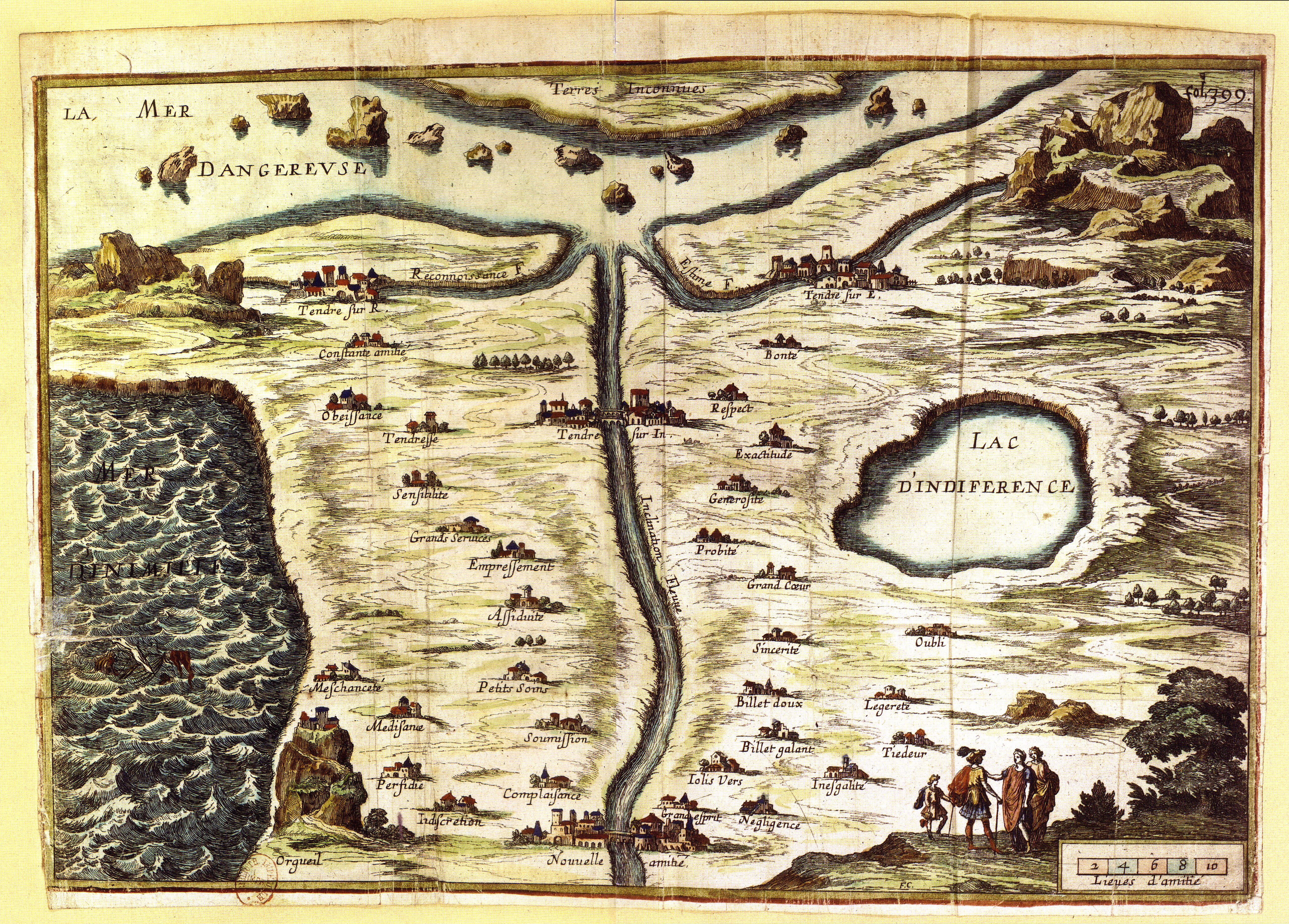
Карта Країни Ніжності

Народилася в 1607 в Гаврі. У 1629 з братом Жоржем переїхала в Париж, де обидва вони присвятили себе писанню і салонно-літературному життю. Мадлен де Скюдері належать багатотомні галантні романи, в героях яких читачі легко впізнавали своїх знаменитих сучасників. Найвідоміші з цих творів — «Артамен, або Великий Кир» (Artamne ou le Grand Cyrus, 1649—1653) і «Клелія» (Cllie, 1654—1660). У Клелії, серед іншого, була поміщена «Карта країни ніжності» — алегоричний маршрут по багатому небезпеками царству любові. Померла Скюдері в Парижі 2 червня 1701.

## Творчість
- Перший роман — «Ібрагім, або Великий паша» (Ibrahhim ou i'Illustre Bassa), 1641.
- «Артамен, або Великий Кир» (Artamene ou le Grand Cyrus, 1649—1653)
- «Клелія, римська історія» (Clelie, histoire Romaine , 1654-60).
- «Альмахіда, або королева-рабиня» (Almahide ou l'esclave-reine), 1660-63.
- «Матильда д'Агілар» ( Mathilde d'Aguilar ), 1667.
- Трактати «Бесіди на різні теми» (Les conversations sur divers sujets, 1680) та «Нові бесіди на різні теми» (Conversations nouvelles sur divers sujets, 1684), а також написані на замовлення пані де Ментенон «Моральні бесіди» (Conversations morales , 1686) та «Нові моральні бесіди» ( Nouvelles conversations morales , 1688).